# 五卅运动纪念碑

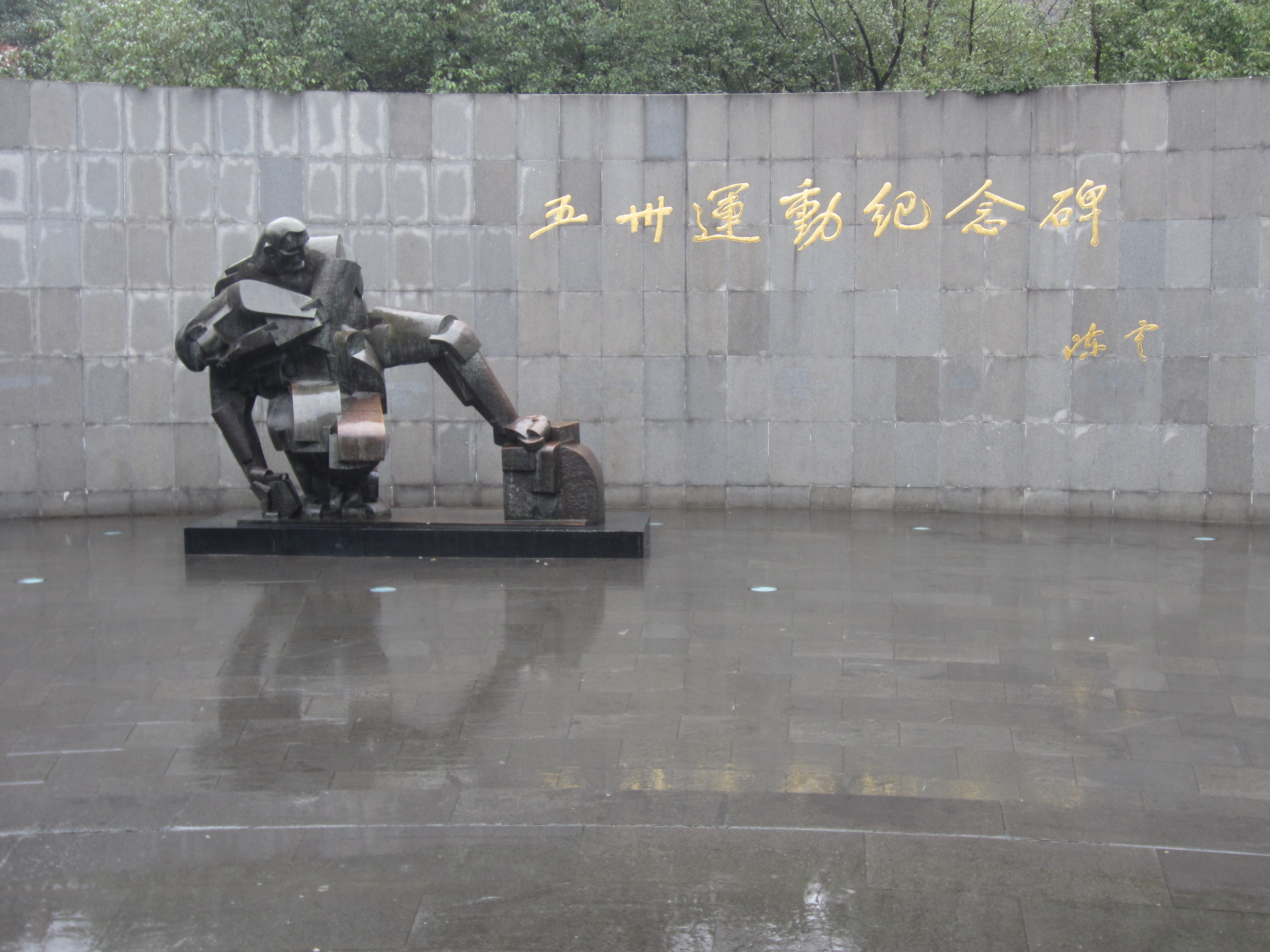
五卅运动纪念碑

五卅运动纪念碑是位於中国上海人民公园境內的一座纪念五卅运动的户外雕塑和纪念碑。該紀念碑於1985年5月奠基，1990年5月落成。落成時是上海當地最大的城市雕塑。紀念碑的原材料來自泰山花崗岩。中間是兩個工人青銅雕塑。碑體正面是陈云題字，碑文由陸定一撰寫。